# Salo Bila
Salo Bila är ett vattendrag i Indonesien.   Det ligger i provinsen Sulawesi Selatan, i den centrala delen av landet, 1 500 km öster om huvudstaden Jakarta. Salo Bila ligger vid sjön Danau Tempe.